# Bautastein von Sømme
Koordinaten: 58° 53′ 58,7″ N, 5° 36′ 48,3″ O
Der Bautastein von Sømme steht westlich des Tanagervegen, südlich von Tananger in Sola bei Stavanger im Fylke Rogaland in Norwegen. Es gibt 22 Standorte erhaltener Bautasteine in Sola.
Der Bautastein ist etwa 1,4 Meter hoch, 1,0 Meter breit und 10 cm dick und von der Straße aus sichtbar.

## Legende
Er gehört zu den sechs Standorten von Hvilesteinene oder Kvilesteinene (deutsch „Ruhesteinen“ – im Sinne von Grabsteinen) des Erling Skjalgsson (925–1028) des Schwagers von Olav I. Tryggvason, die der Legende nach in Jåsund, Meling, Haga, Risa, Hogstad und Sømme aufgerichtet wurden.